# Hayley Okines
Hayley Okines (Arrington, South Cambridgeshire, 3 de diciembre de 1997 - 2 de abril de 2015) fue una activista británica enferma de progeria que se volvió mundialmente conocida por documentar el avance de su dolencia a lo largo de toda su vida hasta su fallecimiento en abril de 2015.
Okines fue diagnosticada de progeria en 1999, con tan sólo dos años.

## Biografía
En el año  2009 la vida de Okines se recogió por primera vez en un documental de la serie televisiva "Extraordinary People" (conocida en Latinoamérica como "Única"), trasmitido por National Geographic Channel. El capítulo lleva por nombre "Hope for Hayley", donde se la filma realizando un viaje con destino a Boston para su tratamiento. 
El 5 de diciembre de 2010 tuvo un encuentro junto al cantante Justin Bieber, tras una petición de sus seguidores en Twitter, lo que ayudó a visualizar y hacer todavía más conocida la propia enfermedad.
Aunque Okines recibía apoyo financiero para tratar su enfermedad en los Estados Unidos, también recibió ayuda del mundo del deporte, como la ayuda prestada por el equipo de fútbol Real Madrid, el cual realizó una subasta financiera a su favor. Otro ejemplo de ello fueron los ciclistas Steve Keens y Brian Bartlett, este último representante de la Universidad de Glasgow.
En marzo de 2012, Hayley Okines publicó una obra titulada "Old Before My Time". National Geographic Channel hizo posteriormente otros dos documentales, llamados "Hayley: La niña de 96 años" y "Hayley: la anciana adolescente".
Finalmente, a pesar del tratamiento recibido en Boston, (Massachusetts), la joven británica falleció el 2 de abril de 2015 con tan sólo 17 años.